# Shell Rock
Shell Rock é uma cidade localizada no estado americano de Iowa, no Condado de Butler.

## Demografia
Segundo o censo americano de 2000, a sua população era de 1298 habitantes.
Em 2006, foi estimada uma população de 1266, um decréscimo de 32 (-2.5%).

## Geografia
De acordo com o United States Census Bureau tem uma área de
4,2 km², dos quais 4,1 km² cobertos por terra e 0,1 km² cobertos por água.

## Localidades na vizinhança
O diagrama seguinte representa as localidades num raio de 16 km ao redor de Shell Rock.